# Tapferkeitsmedaille (Sowjetunion)

Avers der Medaille

Die Medaille „Für Tapferkeit“ (russisch Медаль «За отвагу») war zunächst eine sowjetische Auszeichnung, die am 18. Oktober 1936 gestiftet wurde. Die Verleihung der Medaille erfolgt(e) dabei an Angehörige der sowjetischen Streitkräfte, vorwiegend aus Heer, Marine, Grenztruppen und Inneren Truppen sowie in Ausnahmefällen an Zivilisten für Persönliche Tapferkeit bei der Verteidigung des Vaterlandes. Im Sowjetisch-Finnischen Winterkrieg wurde die Medaille etwa 26.000 Mal, während des Großen Vaterländischen Kriegs 1941 bis 1945 etwa 4 Millionen Mal verliehen.
Die Tapferkeitsmedaille wurde am 2. März 1994 von Russland in einer Neuauflage als Auszeichnung (Tapferkeitsmedaille (Russland)) bis auf die Schrift СССР beinahe identisch wieder eingeführt.

## Aussehen und Trageweise
Die silberfarbene Medaille mit einem Durchmesser von 37 mm zeigt auf ihrem Avers einen Panzer vom Typ T-28 und am Himmel westwärts fliegend drei Flugzeuge. Dazwischen bzw. darunter ist die dreizeilige, vertieft geprägte und rot lackierte Inschrift За / отвагу / СССР (Für / Tapferkeit / Union der Sozialistischen Sowjetrepubliken). Das Revers ist dagegen glatt und zeigt eine eingestanzte Verleihungsnummer.
Getragen wird die Medaille an der linken oberen Brustseite des Beliehenen an einer langgestreckten pentagonalen stoffbezogenen Spange, deren Grundfarbe grau ist. Sein Saum ist hellblau. Die dazugehörige Interimsspange ist von gleicher Beschaffenheit.